# Ammoecius felscheanus
Ammoecius felscheanus är en skalbaggsart som beskrevs av Edmund Reitter 1904. Ammoecius felscheanus ingår i släktet Ammoecius och familjen Aphodiidae. Inga underarter finns listade i Catalogue of Life.